# Championnat du Portugal de football de deuxième division 2013-2014
Navigation
Saison précédente Saison suivante
La saison 2013–2014 de Segunda Liga, ou Liga Revolução by Cabovisão pour des raisons de partenariat commercial, est la 24e édition du championnat de deuxième division professionnelle portugaise.
22 équipes concourent dans ce championnat qui se déroule en matches aller/retour sur 42 journées. 17 de ces équipes étaient déjà présentes lors de la saison précédente, dont 5 équipes réserves de clubs évoluant en Liga ZON Sagres. Ils sont rejoints par trois promus de II Divisão (D3) et par deux clubs en provenance de la Liga Sagres 2012–2013. Malgré sa 18e place au classement l'année dernière, Naval 1º de Maio a été relégué en 3e division à cause de difficultés financières, permettant par la même occasion au Sporting da Covilhã de se maintenir.
À l'issue de la saison, le champion et son dauphin sont directement promus en Liga ZON Sagres alors que les équipes terminant aux 3 dernières places sont reléguées dans le nouveau Campeonato Nacional de Seniores (D3). À noter que les équipes réserves (ou "B") ne sont pas éligibles à la promotion en division supérieure.

## Les équipes
| Club             | Ville                 | Classement 2012-2013 | Stade                                                      | Capacité |
| ---------------- | --------------------- | -------------------- | ---------------------------------------------------------- | -------- |
| Moreirense FC    | Moreira de Cónegos    | 15e (1a Liga)        | Parque de Jogos Comendador Joaquim de Almeida Freitas (en) | 6 100    |
| SC Beira-Mar     | Aveiro                | 16e (1a Liga)        | Stade municipal d'Aveiro                                   | 30 127   |
| Leixões SC       | Matosinhos            | 3e                   | Estádio do Mar                                             | 16 035   |
| Sporting CP "B"  | Lisbonne              | 4e                   | Estádio José Alvalade                                      | 50 049   |
| CD das Aves      | Vila das Aves         | 5e                   | Estádio do CD das Aves (en)                                | 8 650    |
| Portimonense SC  | Portimão              | 6e                   | Stade municipal de Portimão                                | 9 544    |
| SL Benfica "B"   | Lisbonne              | 7e                   | Caixa Futebol Campus                                       | 1 520    |
| UD Oliveirense   | Oliveira de Azeméis   | 8e                   | Estádio Carlos Osório (en)                                 | 4 000    |
| FC Penafiel      | Penafiel              | 9e                   | Estádio Municipal 25 de Abril (en)                         | 5 173    |
| CD Tondela       | Tondela               | 10e                  | Estádio João Cardoso (en)                                  | 3 000    |
| CD Santa Clara   | Ponta Delgada, Açores | 11e                  | Estádio de São Miguel (Açores) (en)                        | 15 277   |
| União da Madeira | Funchal, Madère       | 12e                  | Estádio Municipal de Machico                               | 3 050    |
| CD Feirense      | Santa Maria da Feira  | 13e                  | Estádio Marcolino de Castro                                | 5 494    |
| FC Porto "B"     | Porto                 | 14e                  | Estádio Municipal Jorge Sampaio                            | 8 272    |
| SC Braga "B"     | Braga                 | 15e                  | Estádio Primeiro de Maio (en)                              | 28 800   |
| CS Marítimo "B"  | Funchal, Madère       | 16e                  | Estádio da Imaculada Conceição                             | 1 824    |
| Atlético CP      | Lisbonne              | 17e                  | Estádio da Tapadinha                                       | 4 400    |
| CD Trofense      | Trofa                 | 19e                  | Estádio do Clube Desportivo Trofense (en)                  | 5 076    |
| SC Covilhã       | Covilhã               | 20e                  | Complexo Desportivo da Covilhã (en)                        | 3 000    |
| GD Chaves        | Chaves                | 1er (D3)             | Grupo Desportivo de Chaves                                 | 12 000   |
| SC Farense       | Faro                  | 2e (D3)              | Estádio de São Luís (pt)                                   | 15 000   |
| Académico Viseu  | Viseu                 | 3e (D3)              | Estádio do Fontelo (pt)                                    | 12 000   |

## Classement
En cas d'égalité, les équipes sont départagées selon les critères suivants :
1. Face-à-face
2. Différence de buts lors des face-à-face
3. Nombre de buts marqués lors des face-à-face
4. Différence de buts générale
5. Nombre de buts marqués (général)

| Rang | Équipe            | Pts | J  | G  | N  | P  | Bp | Bc | Diff |
| ---- | ----------------- | --- | -- | -- | -- | -- | -- | -- | ---- |
| 1    | Moreirense FC R   | 79  | 42 | 21 | 16 | 5  | 65 | 25 | +40  |
| 2    | FC Porto "B"      | 77  | 42 | 23 | 8  | 11 | 59 | 42 | +17  |
| 3    | FC Penafiel       | 73  | 42 | 18 | 19 | 5  | 47 | 24 | +23  |
| 4    | Aves              | 71  | 42 | 20 | 11 | 11 | 46 | 35 | +11  |
| 5    | SL Benfica "B"    | 70  | 42 | 20 | 10 | 12 | 77 | 56 | +21  |
| 6    | Sporting CP "B"   | 70  | 42 | 20 | 10 | 12 | 61 | 50 | +11  |
| 7    | Portimonense SC   | 67  | 42 | 19 | 10 | 13 | 58 | 48 | +10  |
| 8    | GD Chaves P       | 67  | 42 | 19 | 10 | 13 | 58 | 56 | +2   |
| 9    | CD Tondela        | 59  | 42 | 16 | 11 | 15 | 41 | 38 | +3   |
| 10   | SC Farense P      | 57  | 42 | 15 | 12 | 15 | 45 | 44 | +1   |
| 11   | Académico Viseu P | 54  | 42 | 16 | 6  | 20 | 43 | 43 | 0    |
| 12   | SC Beira-Mar R    | 54  | 42 | 14 | 12 | 16 | 45 | 48 | -3   |
| 13   | União da Madeira  | 52  | 42 | 14 | 10 | 18 | 50 | 46 | +4   |
| 14   | CD Feirense       | 50  | 42 | 10 | 20 | 12 | 41 | 46 | -5   |
| 15   | CD Santa Clara    | 48  | 42 | 13 | 9  | 20 | 38 | 46 | -8   |
| 16   | SC Covilhã        | 48  | 42 | 13 | 9  | 20 | 34 | 50 | -16  |
| 17   | Leixões SC        | 47  | 42 | 13 | 8  | 21 | 42 | 57 | -15  |
| 18   | CD Trofense       | 47  | 42 | 11 | 14 | 17 | 36 | 61 | -25  |
| 19   | UD Oliveirense    | 47  | 42 | 13 | 8  | 21 | 56 | 76 | -20  |
| 20   | SC Braga "B"      | 44  | 42 | 12 | 8  | 22 | 47 | 60 | -13  |
| 21   | CS Marítimo "B"   | 43  | 42 | 11 | 10 | 21 | 39 | 57 | -18  |
| 22   | Atlético CP       | 40  | 42 | 9  | 13 | 20 | 34 | 54 | -20  |

| Légende : Promotions et relégations | Légende : Promotions et relégations                                     |
| ----------------------------------- | ----------------------------------------------------------------------- |
|                                     | Promu en Liga Sagres 2014-2015                                          |
|                                     | Qualifié pour le barrage de promotion                                   |
|                                     | Relégué en 3e division                                                  |
|                                     | Équipe réserve ne pouvant pas être promue                               |
|                                     | R : Relégué de Liga Sagres 2012-2013 P : Promu de 3e division 2012-2013 |

## Statistiques

### Meilleurs buteurs
| Rang | Joueur | Club | Buts |
| ---- | ------ | ---- | ---- |
| 1    |        |      |      |
| 2    |        |      |      |
| 3    |        |      |      |